# Cimetière de Reus
Le cimetière de Reus est le cimetière municipal de Reus (Baix Camp), cimetière du patrimoine catalan, classé à l'Inventaire du patrimoine architectural de Catalogne.

## Personnalités inhumées dans le cimetière
- Josep Tapiró i Baró (1836-1913), peintre catalan ;
- .Joan Rebull Torroja (1899-1981), sculpteur catalan ;
- Antònia Abelló Filella (1913-1984)  journaliste et écrivaine féministe républicaine.